# Mesnil-en-Arrouaise
Mesnil-en-Arrouaise település Franciaországban, Somme megyében. Lakosainak száma 107 fő (2022. január 1.). Mesnil-en-Arrouaise Barastre, Bus, Léchelle, Rocquigny, Bouchavesnes-Bergen, Étricourt-Manancourt, Moislains és Sailly-Saillisel községekkel határos.

## Népesség
A település népességének változása:
| Lakosok száma | 147  | 134  | 128  | 126  | 124  | 122  | 117  | 112  | 107  |
|               | 2013 | 2015 | 2016 | 2017 | 2018 | 2019 | 2020 | 2021 | 2022 |